# 方背洞
方背洞（：／ Bangbae dong */?）是韓國首都首爾特別市瑞草區西部的一個法定洞，下轄的行政洞有方背本洞、方背1洞、方背2洞、方背3洞及方背4洞。面积6.64平方（2.56平方英里），2012年共有120,020人。